# 伊朗經濟
伊朗經濟以購買力平價計算，位列全球第十八位， 屬過渡形經濟（transition economy），國有經濟佔了很大比重，據估計，計劃經濟比重佔全國一半之多。其出口主要是石油和天然氣，佔八成，收益佔政府收入的六成(2010年)。伊朗經濟特點是擁有龐大的宗教基金，佔中央政府三成庫房。儘管面對2008年環球金融危機和因核計劃而引起的國際制裁，伊朗仍能保持經濟增長，為一異數。
物價控制和資助，對食品業和能源業尤甚，導致經濟扭曲 ，不斷拖累經濟。而走私、行政管制、貪污成風等僵化問題，削弱了私有化的發展。 總統艾哈邁迪內賈德提出以目標性的社會援助，以取代現有的能源保助。然而，早前的經濟改革，如2007年7月的燃料配給和2008年10月引入的增值稅，均面對強大阻力和暴力示威。在全球競爭力報告中，伊朗在139個地區中排69位。
近年油價高企，使伊朗積累達一千億美元的外匯儲備。收益增加雖有助自給自足和本地投資，但仍難阻達雙位數字的失業率和通漲問題。據伊朗中央銀行稱，2010年2月的年通漲率已減至11.5％。經濟只有輕微增長。伊朗的教育人口、經濟放緩和外資不足等問題，迫使伊朗人到海外尋找工作，人數不斷增加，導致嚴重的人材外流。伊朗的地理條件和人口數若是能擺脫西方國家的圍堵是有客觀條件加入20國集團，也有潛質成為未來11。

## 歷史

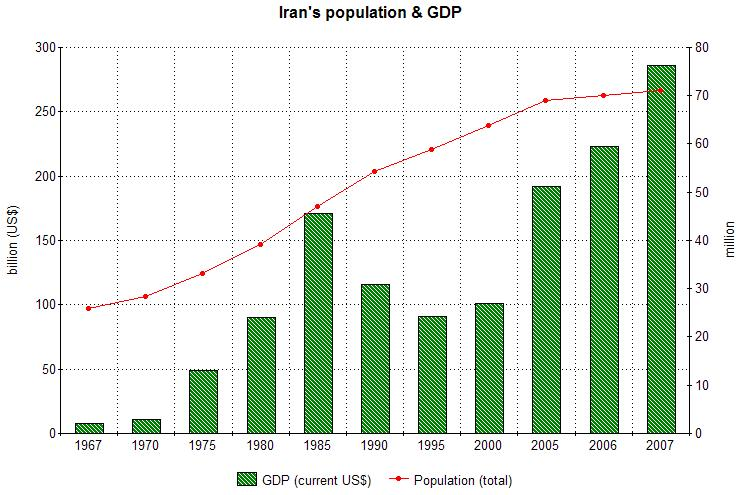
1967年至2007年間，伊朗的國民生產總值與人口增長

革命前伊朗經濟發展迅速。1970年代，伊朗成功將一個農業社會，有效使之工業化和經濟現代化。 然而伊斯蘭革命前，1978年的增長速度突然減慢。革命前後，1980年伊朗短時間內外流資本達300至400億美元之多。
自1979年的革命起，伊朗一直以經濟獨立、全民就業和人民生活舒適為長遠目標。可惜至20世紀末，伊朗經濟的前路依然困難重重。 伊朗人口於二十年間增加一倍，年輕人口不斷上升。全國大部分人口從事農業，但自1960年代起持續下降。1990年代末，伊朗成為糧食以進口為主，加上鄉間經濟困難，迫使大量人口遷移至城市。
1988年，兩伊戰爭結束後，政府著手發展通訊、運輸、製造、醫療、教育和能源基建（包括其後核設施），並且開始與鄰國的通訊和運輸網絡整合。 戰爭中，伊朗稱最少三十萬伊朗人死亡，五十萬人受傷，經濟損失達五萬億美元。

## 宏觀趨勢
21世紀初，服務業佔伊朗國民生產總值最多，接著是工業（礦業和製造業），然後是農業。2008年國民生產總值(GDP)估計約3,823億美元（人均GDP為5,470美元），購買力平價為842億美元（人均12,800美元 ）。 預測未來五年GDP將增長一倍。非正式經濟亦為重要一環。 2009年研究經費佔GDP達0.87%，目標為2.5%。 基於這些數字和分散的小型工業，聯合國把伊朗歸為半發展經濟（1998年）。 由於政府實行巨額能源補助，伊朗成為全球能源效益最差的國家之一，其能源密度為全球平均的3倍，中東平均的2.5倍。 據高盛，伊朗有潛質成為21世紀全球最大經濟體之一。
| 年度 （資料來源：國際貨幣基金會） | GDP, 現行價值 (十億伊朗里亞爾) | PPP轉換率 (美元/伊朗里亞爾) | GDP at PPP per capita (國際元現行價值) | 通漲率 (平均消費物價指數) (2000年=100) | 人口 (百萬) |
| --------------------------------- | ------------------------------ | --------------------------- | -------------------------------------- | -------------------------------------- | ----------- |
| 1980                              | 6,622                          | 58                          | 2,974                                  | 2                                      | 38          |
| 1985                              | 16,556                         | 77                          | 4,507                                  | 4                                      | 48          |
| 1990                              | 35,315                         | 144                         | 4,489                                  | 12                                     | 55          |
| 1995                              | 185,928                        | 569                         | 5,094                                  | 43                                     | 64          |
| 2000                              | 580,473                        | 1,341                       | 6,800                                  | 100                                    | 64          |
| 2005                              | 1,697,305                      | 2,675                       | 9,268                                  | 190                                    | 68          |
| 2010 (預測)                       | 3,698,348                      | 4,307                       | 11,396                                 | 377                                    | 75          |

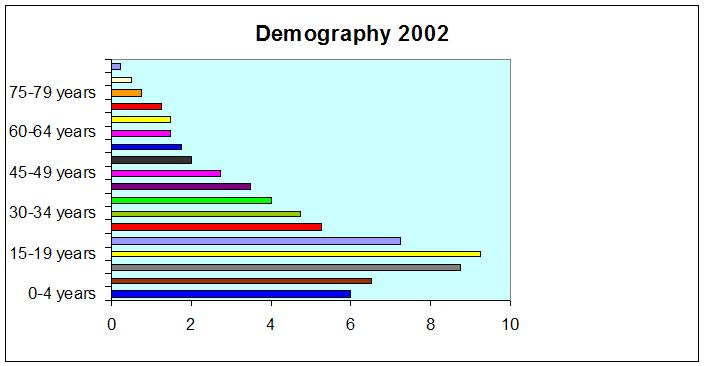
伊朗人口於2006年突破七千萬，其中超過三分之二低於三十歲，識字率一直保持80%以上。
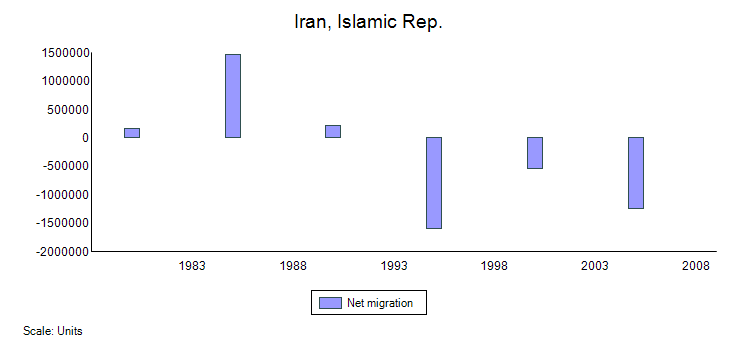
據國際貨幣基金會，伊朗是61個發展中國家中，人材流失最高的地方。
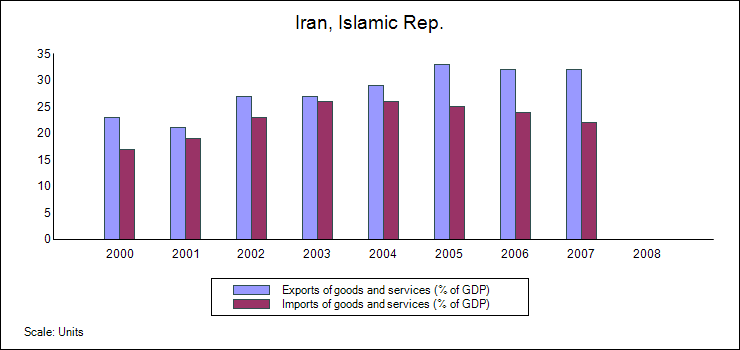
2000年至2007年間，伊朗貿易平衡。
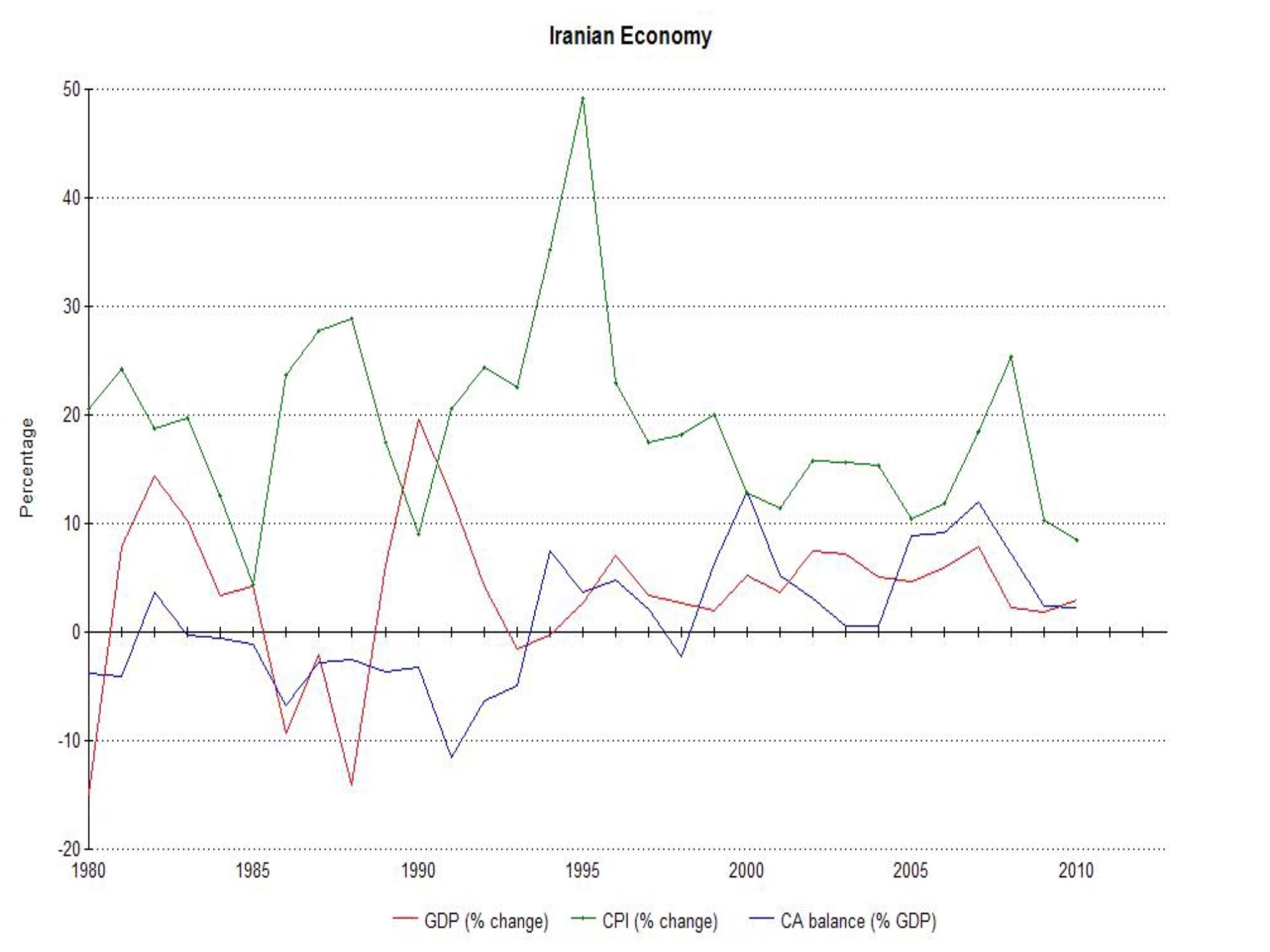
1980年至2010年間，伊朗GDP（上升/下降%）、CPI（上升/下降%）與經常帳（佔GDP的百分比）。

## 國有化與私有化

### 伊斯蘭革命衞隊公司
據估計，伊斯蘭革命衞隊公司(IRGC)透過一系列的子公司和信託基金，控制三分之一的伊朗經濟。洛杉磯時報估計IRGC旗下有超過一百家公司，於商業和建造的收益超過一百二十億美元。 IRGC在石油、石化和主要基建計劃的合約中獲利數以十億美元計。oil, gas and petrochemical industries 透過跨境活動，IRGC是伊朗走私的壟斷者。IRGC的業務亦觸及激光矯視手術、汽車製造、路橋建造、氣油田開采等。

## 勞工與福利

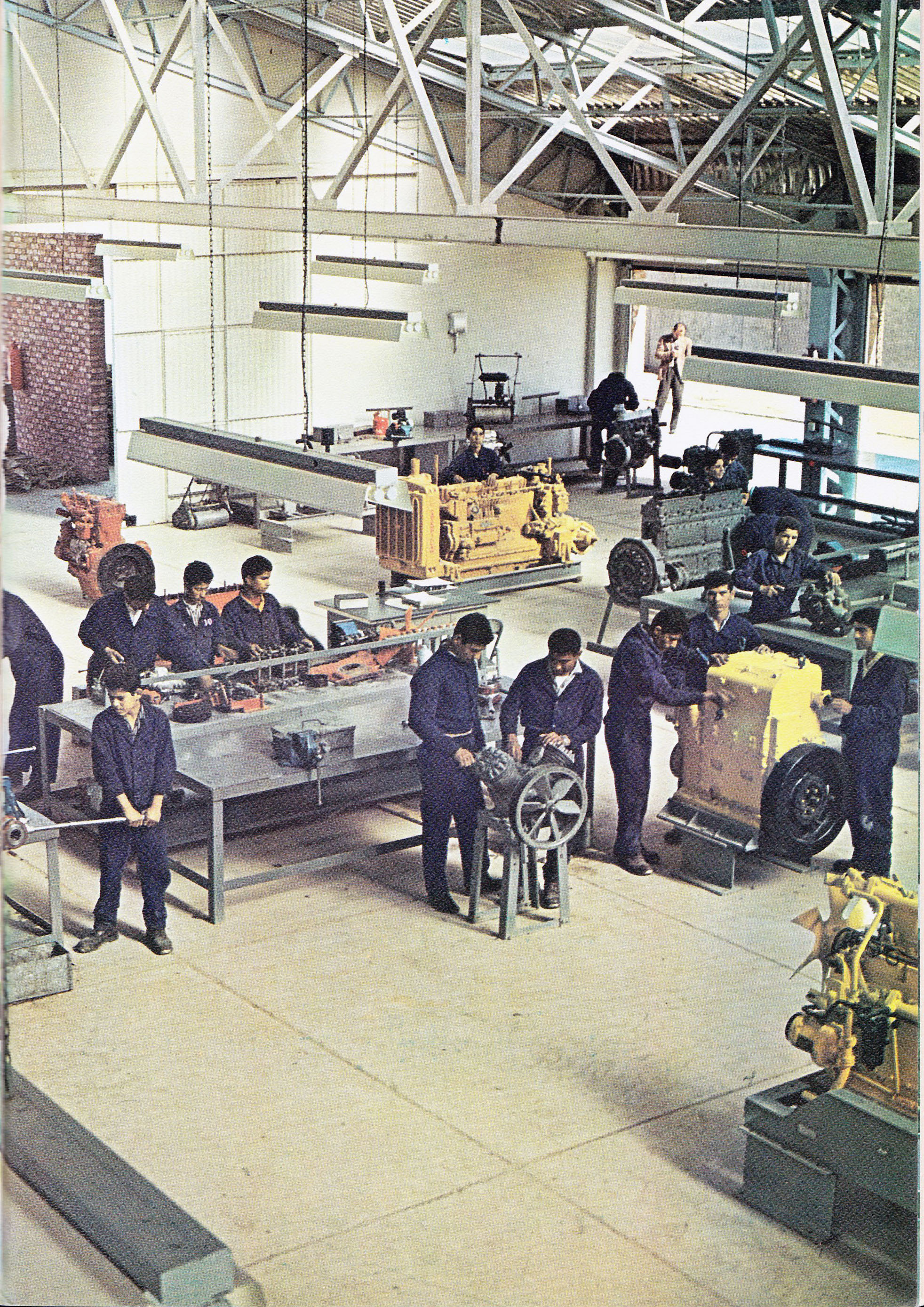
拖拉機工廠

### 個人收入

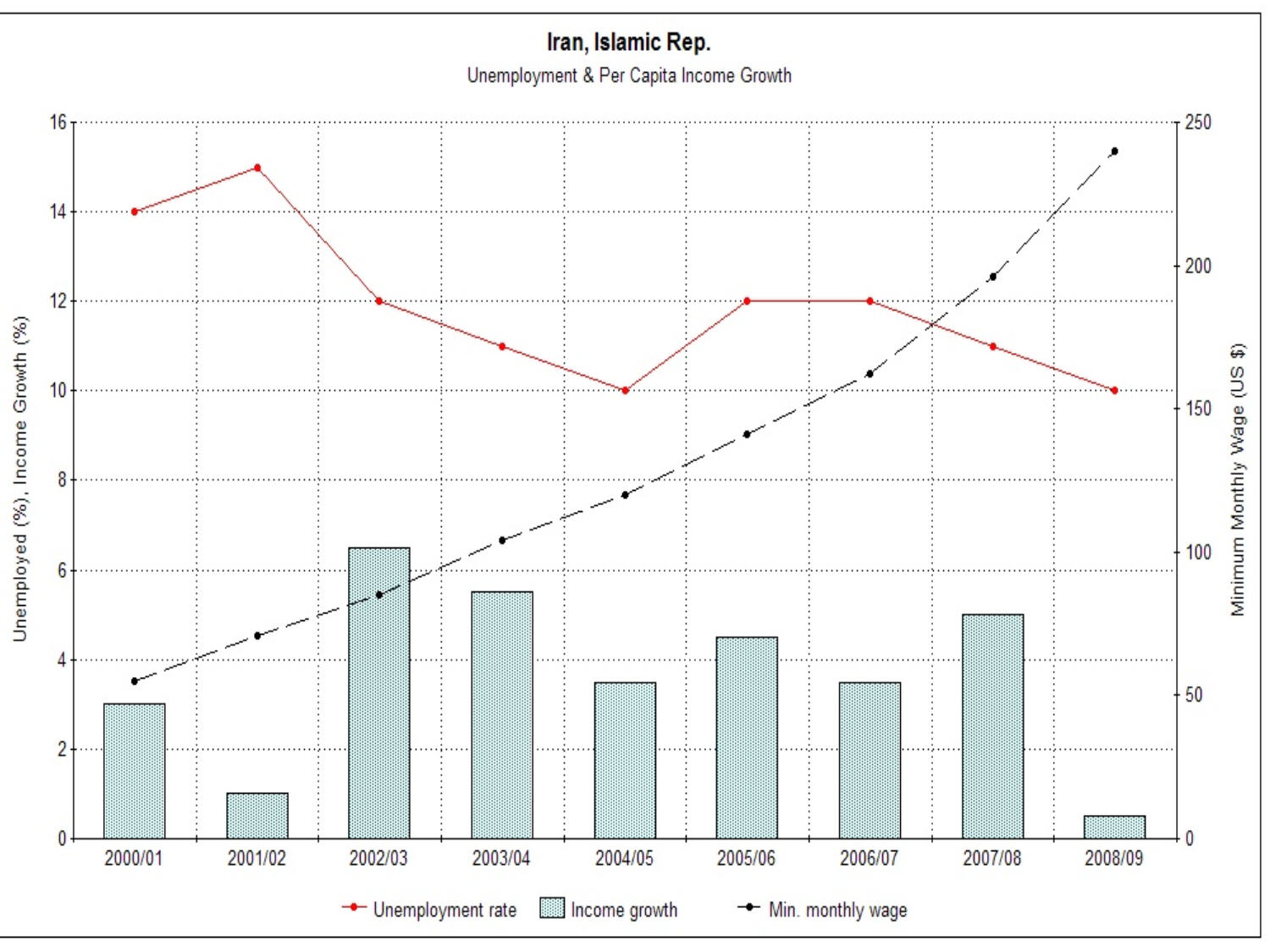
2000-2009年伊朗失業率、人均收入增長及最低工資。2010年，伊朗人均月入為$500（購買力平價調整後為$10,900，2009年）。

伊朗屬中等收入國家，其教育和醫療服務在聯合國千年發展目標下的其間獲得顯著的進步。2010年，伊朗人均每月收入約為五百美元（購買力平價調整後為$10,900）. 伊朗設有最低工資，由勞工最高會議訂定，所有行業均需實施。2009年的最低工資約為每月263美元（每年3,156美元）。 根據世界銀行2001年的報告，家居支出中20%用於食物、32%用於燃料、12%用於醫療、8%用於教育。
2008年3月20日為止的年度計算，德克蘭的貧窮線為每年$9,612，而全國平均為$4,932。 2010年，伊朗統計部 宣佈一千萬伊朗人活在絕對貧窮線下，三千萬人活在相對貧窮線下。

### 貿易組織
理論上伊朗勞工有權成立工會，但實際上這個國家根本沒有工會制度。工人只不過表面上由「工人之家」所代表。工人之家是個國家資助的組織，但仍會試圖挑戰一些國家政策。同業公會在地方上均有運作，卻局限其職能只在簽發証書和執照。政府並不尊重工人的罷工權。尤其自1979年罷工潮後，罷工更要面對政治打壓。
伊朗的勞工法建全，覆蓋國內所有勞工關係，包括聘請國民和外國員工。很多人均受該法所覆蓋，並且指出不論是書面的、口頭的、臨時的和無限期的僱傭合約均獲確認。這部勞工法偏重勞方，使辭退員工十分困難。以連續的半年合約聘請員工和沒有嚴重犯罪証據下解僱員工均屬非法。勞資糾紛由一個特別的勞工委員會調停，結果通常對勞方有利。

## 伊朗主要經濟

### 農業與食物

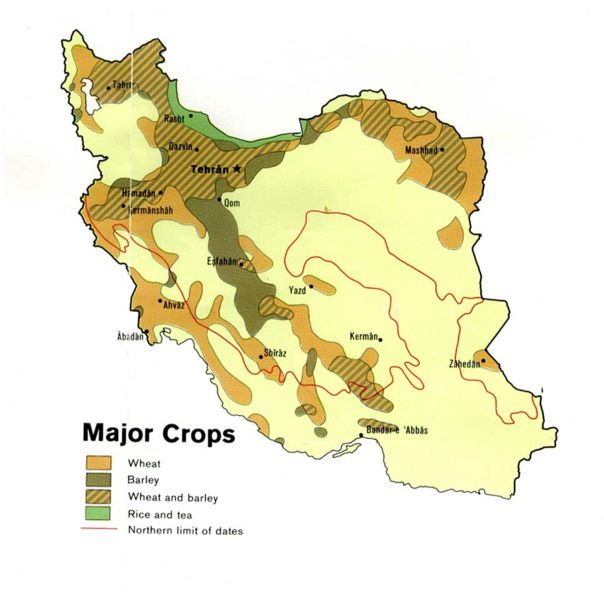
農業佔國民生產總值11%。1997年伊朗農業收益達250億美元，在2003年將會佔四分一收益不包括石油。

伊朗可耕作的土地佔國土兩成。主要產糧區位於裏海地區和西北部的山谷。北部和西部局部地區能采用雨水，但其他地區則需要灌溉才能耕種。
伊朗農業的主要障礙在於耕種技術原始、土壤貧瘠和過度使用、種子質素低下和水資源缺乏。有灌溉覆蓋的耕地約佔三分之一；沿札格羅斯山脈和Alborz 山脈的河流而建的水壩和水庫，增加了可灌溉用的水。正進行的各項計劃，如農業現代化、機械化、耕物牲畜改良和土地再分配等，均有助產量提升。
伊朗盛產小麥，出產地主要位於西部和西北部；其次是大米，主要於裏海地區出產。其他作物有大麥、玉米、棉花、甜菜、茶葉、大麻、煙草、水果（包括柑橘類）、馬鈴薯、豆類（豆和扁豆）、蔬菜、飼料植物（紫花苜蓿和三葉草屬）、和香料（鹽膚木、番紅花、小茴香（全球最大生產國））、果仁（開心果（全球最大生產國）、杏仁和核桃）、海棗（全球第二大生產國）、小檗屬（全球最大生產國）。畜牧包括羔羊、山羊、肉類、牛肉、家禽、奶、蛋、牛油、芝士、羊毛和皮革。
蜜糖從蜂巢中收集，絲綢則在蟲蛹中收割。位於北部的Alborz山脈森林非常茂盛，林業產品則在政府控制下擴展，亦針對開發情況造林。流向裏海的河流可以捕獲沙門魚、鯉魚、魚子醬等（世界最大生產者）。
1979年將農業商業化，取代原有計劃耕作，增加了生產力。1997年農業淨利潤達250億美元。伊朗在九成農產品中達到自給自足的水平。稻米未能配合當地人的口味，但亦透過出口賺取利潤。2007年伊朗生產小麥已達到自給自足的水平，首次有對外盈餘。 2003年約四分一的伊朗非石油出口是以農業為主。 主要出口的食品包括新鮮及已曬乾的水果、果實、毛皮、加工食品以及調味品。

### 製造業
1920年起伊朗開始逐漸發展大規生產機房。在兩伊戰爭中，伊拉克轟炸伊朗石油化工工廠以及阿巴丹油田，導致石油生產速度減慢。1988年開始重建煉油廠，1993年才開始正常。但是在戰爭期間亦出現多個小型工廠為軍隊生產軍需品。
國家主要生產石油化工產品、鋼及銅製品。其他主要生產品包括汽車、家用電器、通訊設備、水泥、工業機械 （伊朗擁有西亞最大的機械工業）、紙張、橡膠製品、農產品、加工食品 、毛制品以及藥物。 紡織業由當地提供棉花及羊毛，有40萬人就業，當中2000人處於德黑蘭、伊斯法罕以及在裏海治岸地區一帶。
根據經濟學人指出，伊朗在全球工業排行排第38，生產總值佔230億美元。 由2008至09年伊朗的工業生產成長值由69位躍升至28位。
2003年由聯合國工業發展組織的報告指伊朗中小型企業發展障礙，包括缺乏監督、沒有有效的銀行系統、缺乏研發、缺乏管理技能、貪污、稅制不良、文化恐懼、教育限制、未能國際化、勞工技能不足、缺乏知識產權、研究中心不足、社會學習不足、以及傳統文化影響。 但於最近的研究亦指數伊朗在各方面領域亦有急速的發展，包括科技、醫療、航天、國防以及重工業。在受到美國的經濟制裁下，國家急速成為工業化國家。

#### 手工藝
伊朗一直生產國家獨有的藝術品，包括波斯地毯、ceramics、銅器、黃銅器、玻璃、毛製品、紡織品以及木製品。伊朗的高級地毯已在前伊斯蘭時發展，至今仍然是伊朗重要的收入來源。大概有120萬人從事於地毯相關行業，除了本地市場還有國際市場。
伊朗總共輸出5億美元的手工製品到海外市場，佔全球3成（2008年）。 約520萬人從事250多項手工藝相關的工作，佔百份之三的GDP。

#### 國防工業
根據国际战略研究所，2007年伊朗軍費達73億美元（佔全球生產總值2.6）或人均總值105美元，是全球第25大軍事支出國家。過去25年伊朗軍事作大幅改革，已經可以製造各式各樣的軍備。自1992年起，伊朗防衛組織自行生產坦克、裝甲運兵車、導彈防禦系統、潛艇以及戰機。 2006年伊朗向57個國家輸出武器，包括北大西洋公約成員國，在武器上收益佔了1億美元。

#### 汽車製造

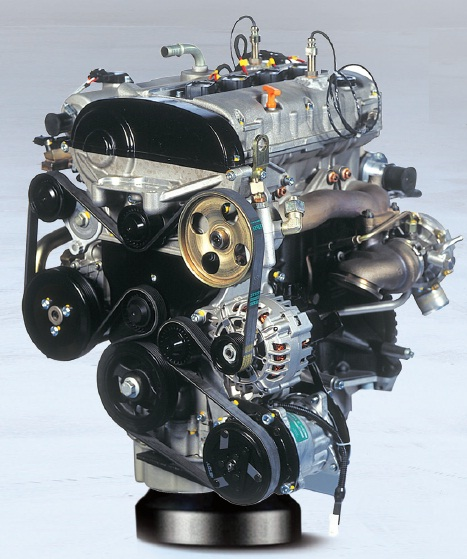
EF7發動機，由霍罗德（Iran Khodro Powertrain Company, IPCO)和德國F.E.V.合作研發。伊朗為全球第十二大汽車生產國。

截至2001年，全國共有13家公營及私營汽車製造商。其中兩家，霍罗德汽车和赛帕汽车共佔據本地生產的94%。霍罗德汽车成立于1962年，现有职工超过3.2万人，生產伊朗最流行的品牌Paykan，後來被Samand於2005年取代。2001年霍罗德汽车依然佔全國市場最大地位，佔61%，赛帕汽车則佔33%。其他汽車生產商，如巴汗马汽车、克尔曼汽车（Kerman Motors）、Kish Khodro、Raniran、Traktorsazi、Shahab Khodroh等，只佔其餘的6%。 這些汽車製造商製造多類型的汽車，包括電單車、客車（如Saipa 的 Tiba）、及各類型的貨車、小巴、大巴及其他重型車輛，以供國內商業及私人用途。2003年后，伊朗全面开放国内汽车市场，引进西方车辆的速度加快，主要有技术和零配件引进、生产与组装，整车进口两种模式。日本马自达和尼桑，韩国现代和起亚，法国雷诺和雪铁龙，德国大众、宝马和奔驰、意大利菲亚特等品牌相继进入伊朗市场，有的是拥有完整生产线，有的是进口零配件在伊朗组装。汽車產量於2005年突破一百萬輛，預計於2009年3月汽車出口可達10億美元2010年，伊朗為全球第十二大汽車生產國，產量115萬輛。 2015年5月19日华晨集团与伊朗塞帕集团合作生产的中华A级轿车组装生产线下线仪式在伊朗德黑兰隆重举行。

#### 建造與房地產
2005年建造業的收益約38億美元。 在1950年代前，建造業仍然以小企業為主。從石油及天然氣賺取不少收益從而得到融資的機會，不過因為建築需要吸引了跨國企業投資。這個情況直到1970年代有轉變，因為通貨膨脹，這種情況亦隨之結束。建造業在1980年漸漸復甦，但在缺乏房屋以及在大城市市中心進行投機活動。更甚的是很多設施建造素質差劣，沒有防震系統以及需要更新。 伊朗擁有大型堤壩建設。 現今約70%伊朗人擁有自己的物業。 建築業是其中一個伊朗市區的重要行業，私人投資佔20-50%比率。

#### 能源、天然氣、石油與石油化工

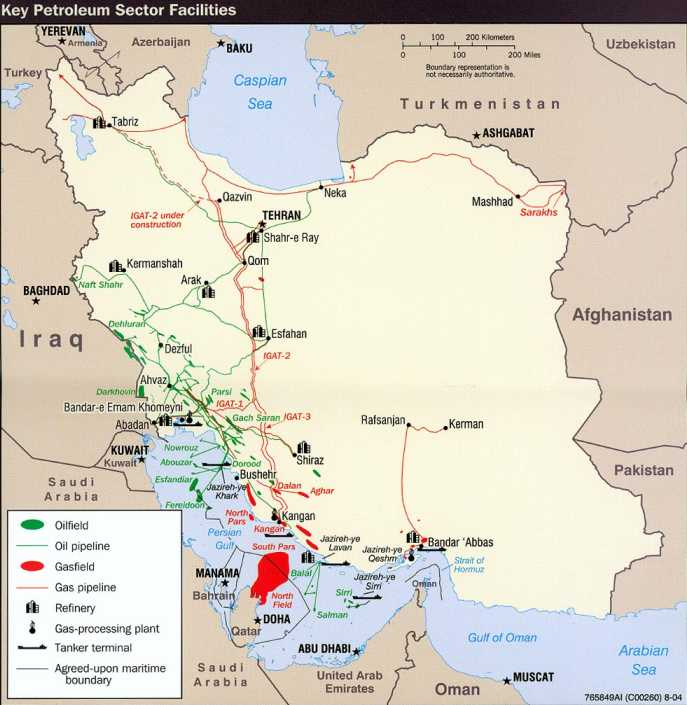
伊朗有10%的石油儲存及15%的天然氣儲備。伊朗是石油输出国组织是第二採油國及第四大產油國。

伊朗擁有全球10%的石油資源。伊朗亦擁有全球第二大天然氣的資源，主要在南帕斯，大多數天然氣用於國內。 自1913年伊朗成為主要產油國。主要油田位於中部以及伊朗西部的Zagros山脈。石油亦可在伊朗北部以及沿波斯灣一帶的陸地。當地石油及天然氣以及水力發電設施提供國家的能源。2010年伊朗建造首個價值10億美元的布什尔核电站
1970年後期伊朗成為第四大產油國，當時是石油输出国组织第二大產油國以及第二採油國 由於1979年的革命，政府將產油量減少，因為國家需要儲存石油。油產量曾在兩伊戰爭期間減少。 1980年代油產量再次增加，修理損害的油管以及開採波斯灣沿岸的油田。
主要油田位於阿巴丹（建於1913年，是國家首個油田）、克尔曼沙赫及德黑蘭，但是未能符合當地對石油氣的需要。煉油業需要150億美元投資，在五年內發展到自給自足以及中止入口。 油管連接煉油廠以及阿巴丹、Bandar-e Mashur及 Kharg Island等岸邊城市。1990年伊朗國營石油及天然氣企業在接受外資下探索更多油田。
設法子的肥料廠，以及salouye世界最大乙烯設施是伊朗國藥的計劃，石油製品收益2007年達55億美元，2008年達到接近90億美元。
2004年度伊朗油產量達14億，純利達500億美元。 官方估計如果計劃順利，2015年的收益達2500億美元。 伊朗生產60-70%工業設備給當地使用，包括煉油廠、油輪、鑽油台、油井以及探索設備。
2008年伊朗油價在Kish Island開始進行交易 交易以伊朗里亞爾及以其他主要貨幣（美元除外）進行。
2008年伊朗的能源消耗達60至70億美元。國家能源消耗量高於國際標準。伊朗回收28%的石油及天然氣，目前是達到回收率60%。 伊朗在2008年補貼石油、電費及天然氣達840億美元。 伊朗的天氣然消耗量僅次於美國以及俄羅斯，是全球第三。
2016年伊朗共生产石油加工品9250万吨，国内消费8600万吨。

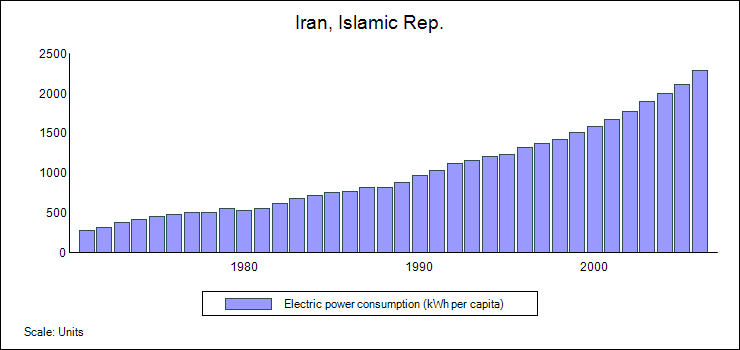
伊朗人均能源消耗量是全球平均的6.5倍，原因是電費以及偷渡到其他國家。
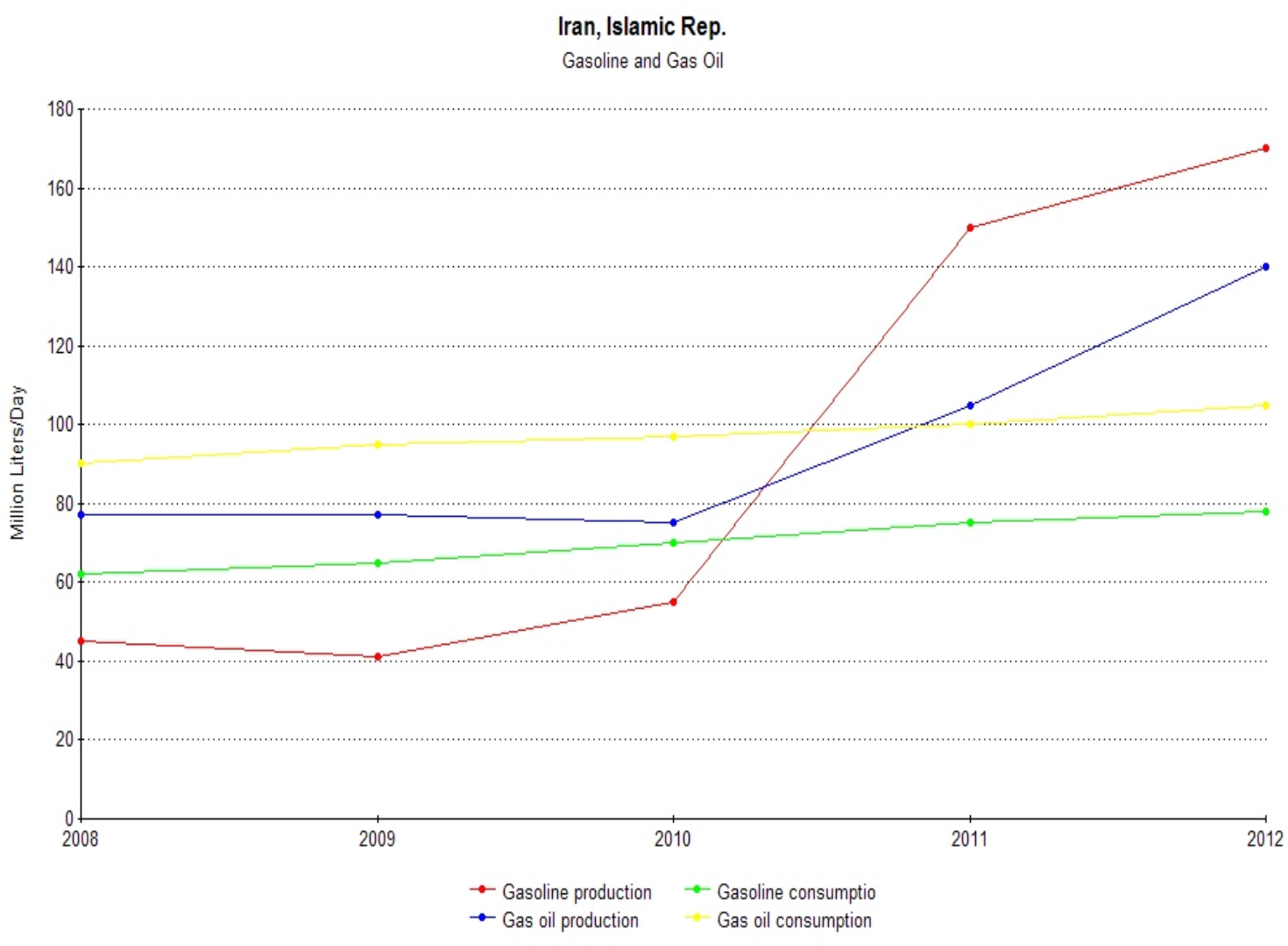
2010年伊朗的石油氣已達到自給自足，原因是政府增加產量。
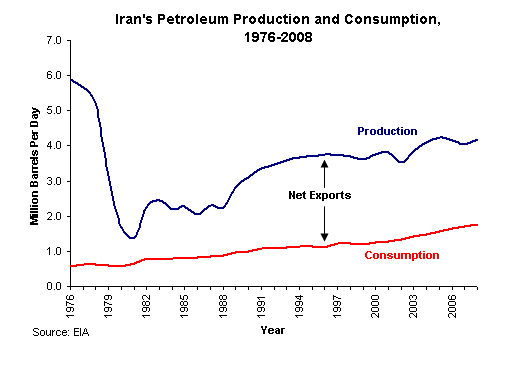
伊朗計劃將來四年投資1,000億美元以增加石油工業生產量（2009年）。
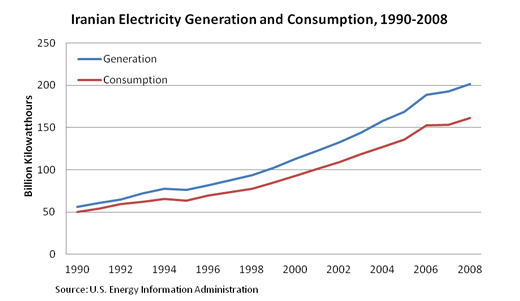
為符合2025年的用電量，伊量開發核電。

#### 礦業與金屬
礦業只是佔國民生產總值6%再加上其他總值只佔4%。有多個因素造成這樣的缺果，包括缺乏基建、法律限制、難以探索以及政府控制所有資源。
雖然石油業佔國家最重要的收益，但亦有不少人從事此行業。包括煤礦、鐵礦、銅、鉛、鋅、鉻、重晶石、鹽、石膏、鉬、 鍶、氧化硅、鈾及黃金。克爾曼省Sar Cheshmeh礦坑是世界上其中一個最大型的銅礦場。鐵礦主要分佈於伊朗中部鄰近Bafq、Yazd及Kerman。政府擁有90%的礦場，目前仍然希望吸引外資去發展。在鋼鐵及銅的方面，政府以11億美元去吸引外商投資。 礦業約佔3%的出口。
伊朗的煤礦生產可回復到19億美噸。2008年中期，伊朗生產了13億美噸的煤礦以及希望將150萬噸的煤礦輸出其他國家。 國家計劃在2012年無煙煤的產增至200萬噸。 主要鋼鐵生產地位於伊斯法罕及胡齊斯坦。
2006年粗钢产量为979万吨。2009年伊朗的鋼鐵產量達到自給自足。2015年达到1610万吨。到2021年3月20日伊朗财年底，伊朗钢铁产能3500万吨/年，下一个财年底达到4360万吨/年，实际产量达到3110万吨/年，名义产能利用率达到71%。伊朗国营矿业与金属控股公司（Imidro）表示，2021年伊朗在建的钢铁产能合计达到1000万吨，完工率超过50%，另外还有1000万吨/年的产能处于规划阶段。到2021年3月20日，伊朗直接还原铁产能将达到3720万吨/年，实际产量3360万吨/年，名义产能利用率为90%。伊朗球团生产能力预计将达到6600万吨/年，实际产量预计将达到5530万吨/年，名义产能利用率为83%。伊朗铁精矿产能将达到6850万吨/年，实际产量将达到5810万吨/年，名义产能利用率达到85%。按照2014年伊朗制定的钢铁工业战略发展规划，到2025年伊朗钢铁产能将达到5500万吨。2015/2016年度，伊朗钢材出口410万吨，价值100亿美元，按规划2025年时年钢材出口量要达到1300万吨。
2009年3月，鋁及銅製產品達245,000及383,000公噸。
2009年水泥生產已達到6500萬噸，2009年伊朗向40個國家輸出這些資源。

### 服務業
受到經濟自由以及政府支出影響，包括政府所設立的基金已耗盡。估計服務行業的收益超越25%GDP的支出 主要來自政府日常開支，包括軍事、薪金以及社會服務。
市區化對於服務業帶來了刺激。重要服務行業為公共服務，包括教育、商業、個人服務及旅遊業。伊朗科學的收益達9億美元（2005年），但過去15年未有顯著的增長。 2000年代早期伊朗將研發的國民生產總值調至0.4%，落後於已發展國家的平均值1.4%。 2009年將會佔國民生經總值0.87%以及將會達到2.5%。
交通及通訊的GDP總值預計在2013年提升至460億美元，佔全國6.8%。根據國際勞工組織在1996年建議伊朗在交通及通訊僱用340萬人，在2008年增至20.5%的勞動人口。

#### 零售與批發
現時的伊朗零售業大多數與政府合作，亦有少數零售業在市集販賣。政府會對食物價格作出控制，由統計部長設定價格。現在有更小型市場及超級市場正發展，但大多數都是独立運作。最大影響力的連鎖店有國營的Etka、Refah、Shahrvand及家樂福子公市Hyperstar Market，全部正積極發展。 Migros Turk已有對伊朗投資的計劃。伊朗電子商貿在2009年3月達到10萬億里亞爾。

#### 醫療
憲法讓伊朗人民享有基本醫療權利。2000年早期約65%人口於自願醫療保險網內。當中有85%人口是用保險去戒毒，政府開始試圖將這些放在疫苗及藥物之上。2002年伊朗的醫療市值約240億美元，估計2007年增加至310億美元。 2006年55家藥物公司生產了96%藥物（份量），總值12億美元。

#### 旅遊

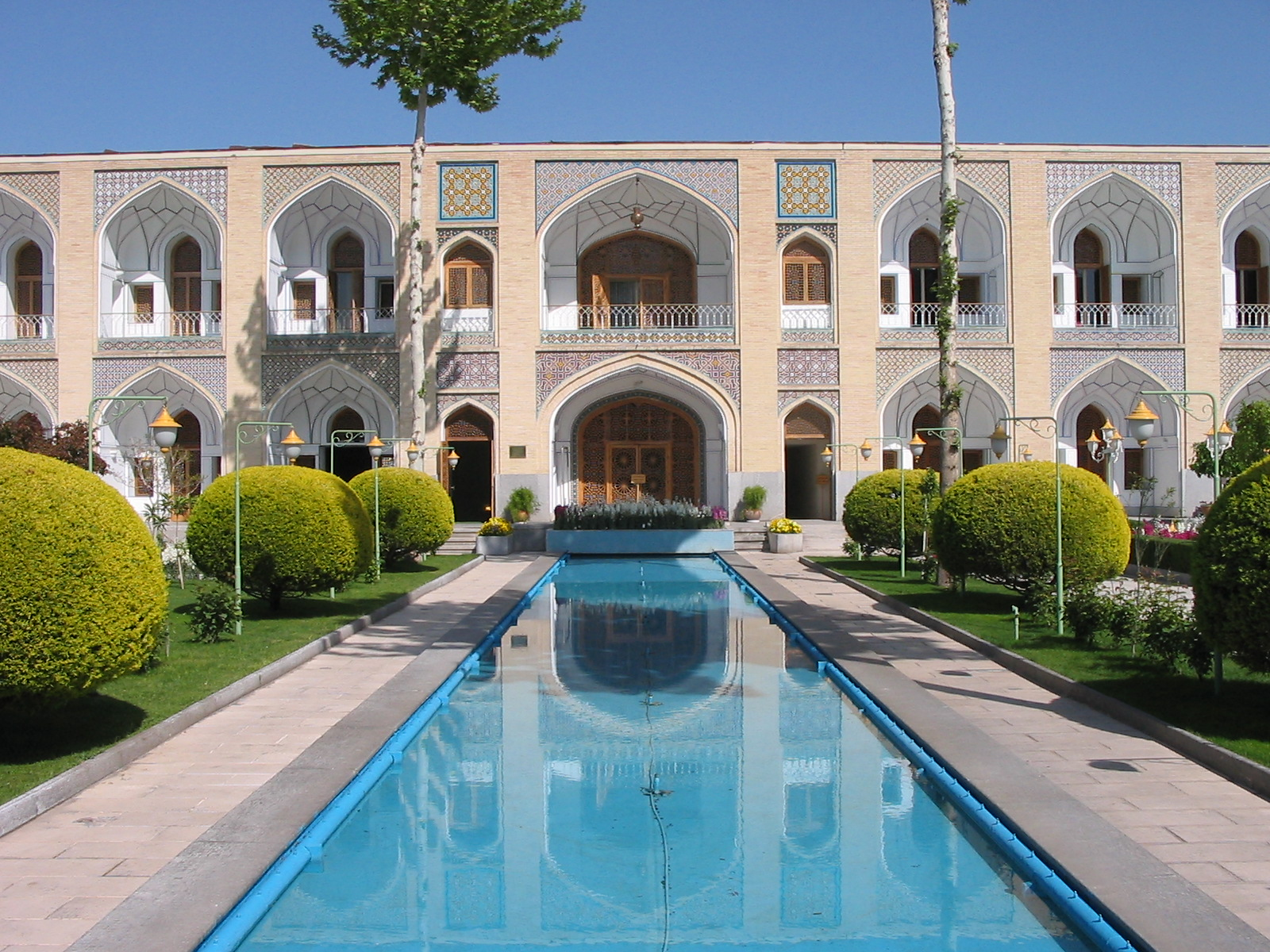
伊朗的旅遊收益全世界排名排68位。伊朗以古跡遺址吸引遊客，收益是前十名。 擁有獨特住宿及文化亦是吸引旅客之處。

1980年代受兩伊戰爭的影響，旅遊業蕭條，但近年有復甦跡象。2004年約1,659,000人前往伊朗觀光，多數來自亞洲國家，主要包括中亞，另外有少數遊客來自歐洲聯盟及北美洲。 最多人到訪的旅遊坏點是伊斯法罕、馬什哈德及設拉子。2000年早期，旅遊業面對缺乏基建、通信、社會規範及相關訓練。 2003年伊朗發出約30萬張旅遊簽證，主要來自亞裔穆斯林，主要探訪朝聖地點馬什哈德及庫姆。有來自德國、法國以及其他歐洲國家前往伊朗的古跡進行考古。伊朗在旅遊業收益拉68位。主要因為自然環境及史跡被評為十大最值得旅遊的地方 約1.8%在職人士是從事旅遊業，在未來五年將會以10%增長。

#### 銀行、金融與保險
政府主要透過銀行發行債券及貸款向二業及農業計劃。伊朗的法定貨幣是里亞爾。2007年一美元可兌換9,326里亞爾。 但是里亞爾在非正式交易下仍然偏高。1979年政府將所有私營銀行私營化，並宣佈成立符合伊斯蘭法系統，貸款利息以手續費代替，系統在1980年代中期生效。

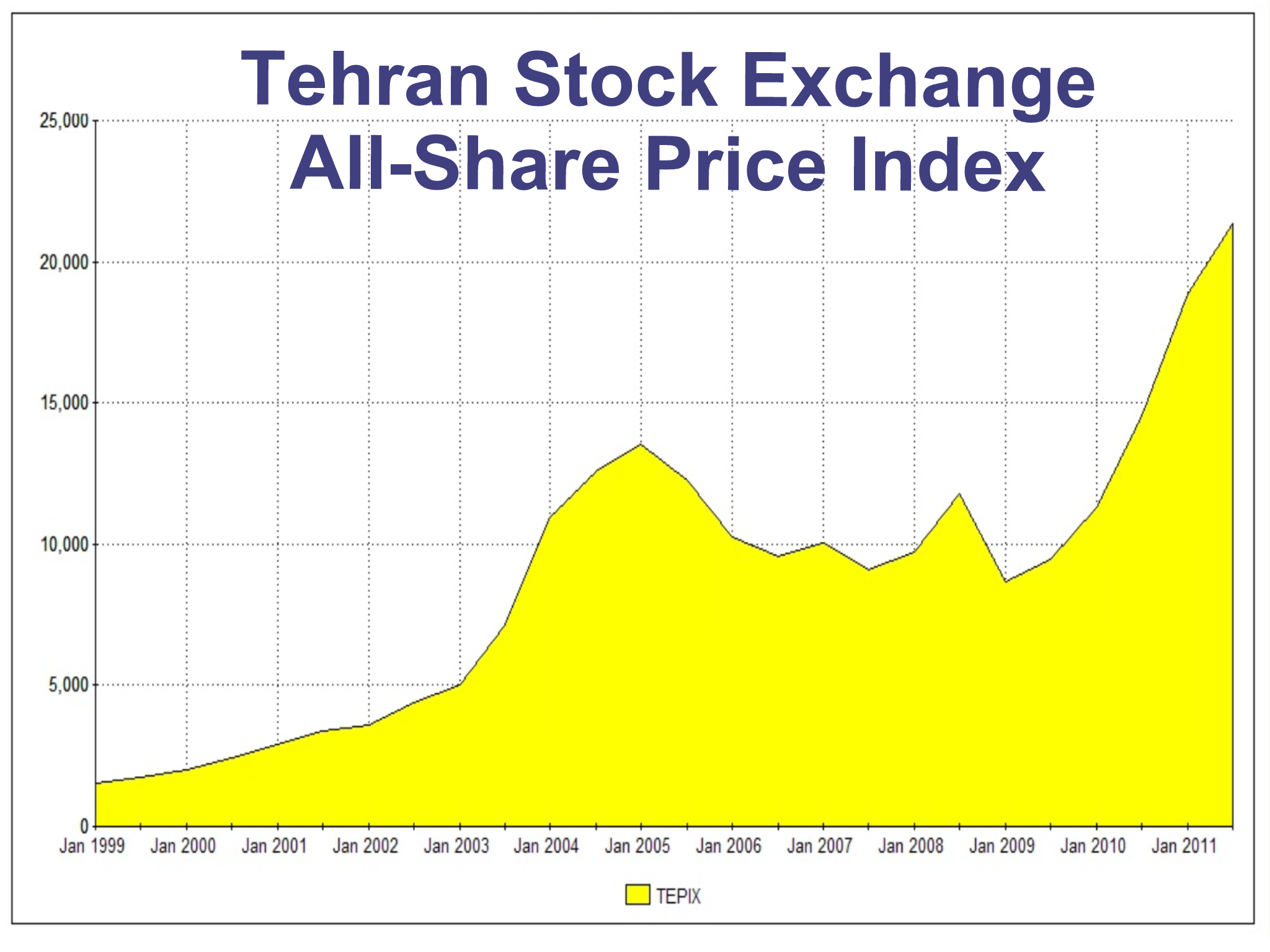
2008年6月，400家公司市值美元，在德黑蘭證券交易所上市。 德黑蘭證券交易所是近來其中個表現優易的股票市場。

伊朗的中央銀行是伊朗伊斯兰共和国中央银行，發行貨幣及以管監管國營及私營銀行，主要商營銀行在德黑蘭設立總部，但在全國各地都有分店，另有兩家發展銀行以及專為按揭而設的銀行。由於要符合伊斯蘭教法規，銀行沒有利息。2001年政府開始將國營銀行私有化，向兩個新的私營銀行發生經營執照。 伊朗在海外銀行的儲存達810億美元。
德黑蘭證券交易所有400間上市公司，2008年資本總值達700億美元。 根據專家所說，伊朗仍然有大量投資機遇，主要集中在股票市場。
保險費只佔1%的GBP。因為該行業收入比較低。 五家國營保險公司佔據市場地位，其中四家接受商業保險。伊朗主要的保險公司是伊朗保險公司，接著是亞洲保險公司、 Alborz Insurance Company以及Dana Insurance Company.2001/02年第三者債務保險佔市場46%，接著是醫療保險（13%）、防災保險（約10%）及人壽保險（9.9%）

#### 通訊與資訊科技

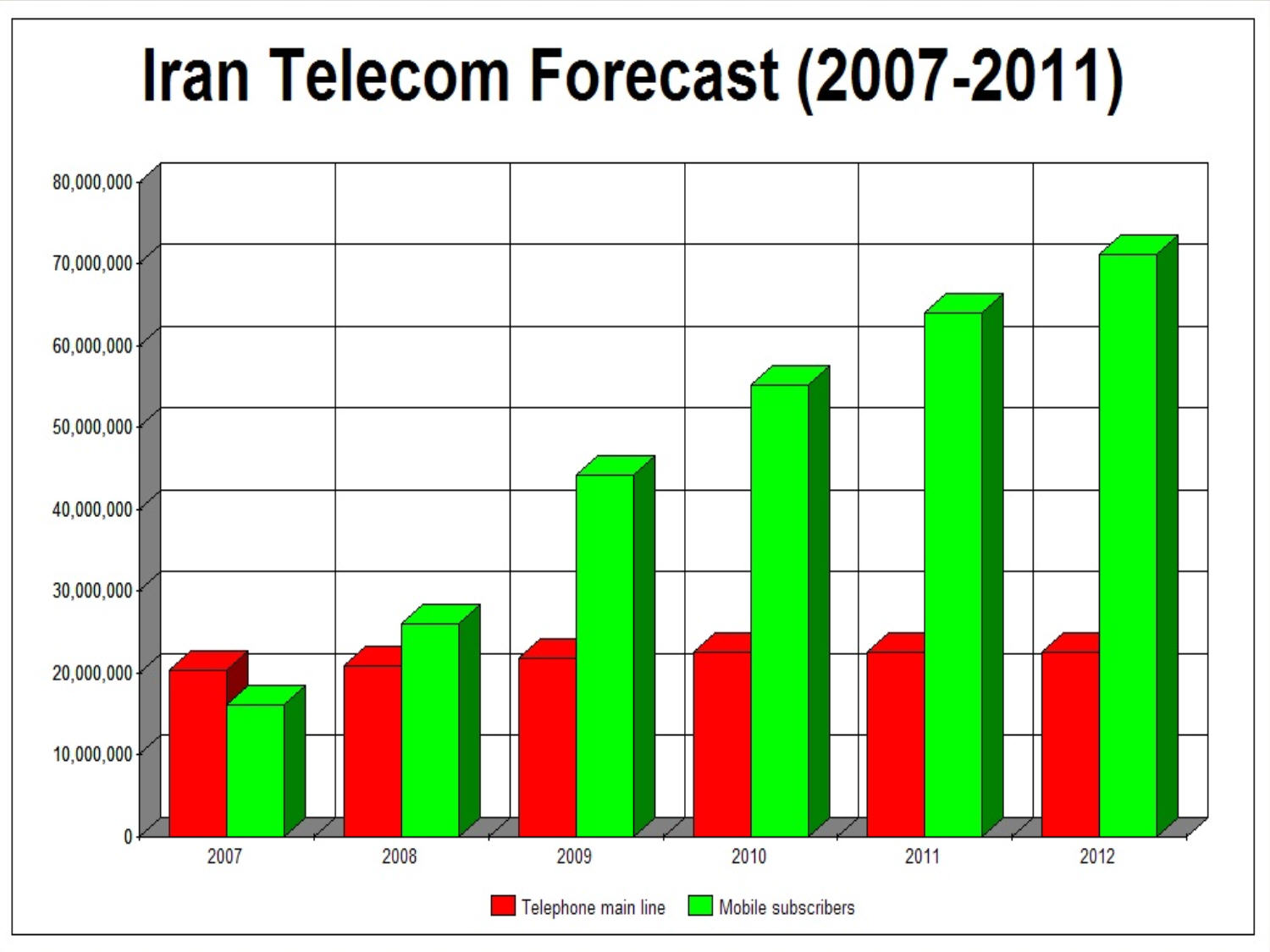
伊朗的先進通訊科技的發展成長率是世界排名前五之一。 伊朗已獲UNESCO證明，在通訊服務取得領導地位。

政府擁有五條國營電台及電視台，以及多個知名的本地電台及電視台。2000年每1000人當中，有252部收音機、158部電視機、219條電話熱線及100台個人電腦T。自1990年代中期，個人電腦逐漸普及，互聯網的供應迅速提升，伊朗成為了世界第四大的博客群。1998年，郵政電報及電訊部（後改稱資訊及通訊科技郭）開始向公眾銷售互聯網帳戶。2009年，伊朗通訊業有約12億美元的收益。 2009年度伊朗電訊市場是全球第四大，市值92億美元以及預計在2014年增長至129億美元。 伊朗現時有1,223個戶聯網供應商，全部是私營。
根據電子期刊的發展中國家資訊及通訊科技發展，伊朗在2002年佔1.1%的GDP，約15萬人從事資訊科技行業，當中2萬名人員從事軟件行業。 2002年總共有1200家已註冊的資訊科技公司，當中200家從事軟件發展，2008年軟件出口數目達500億美元。

#### 運輸

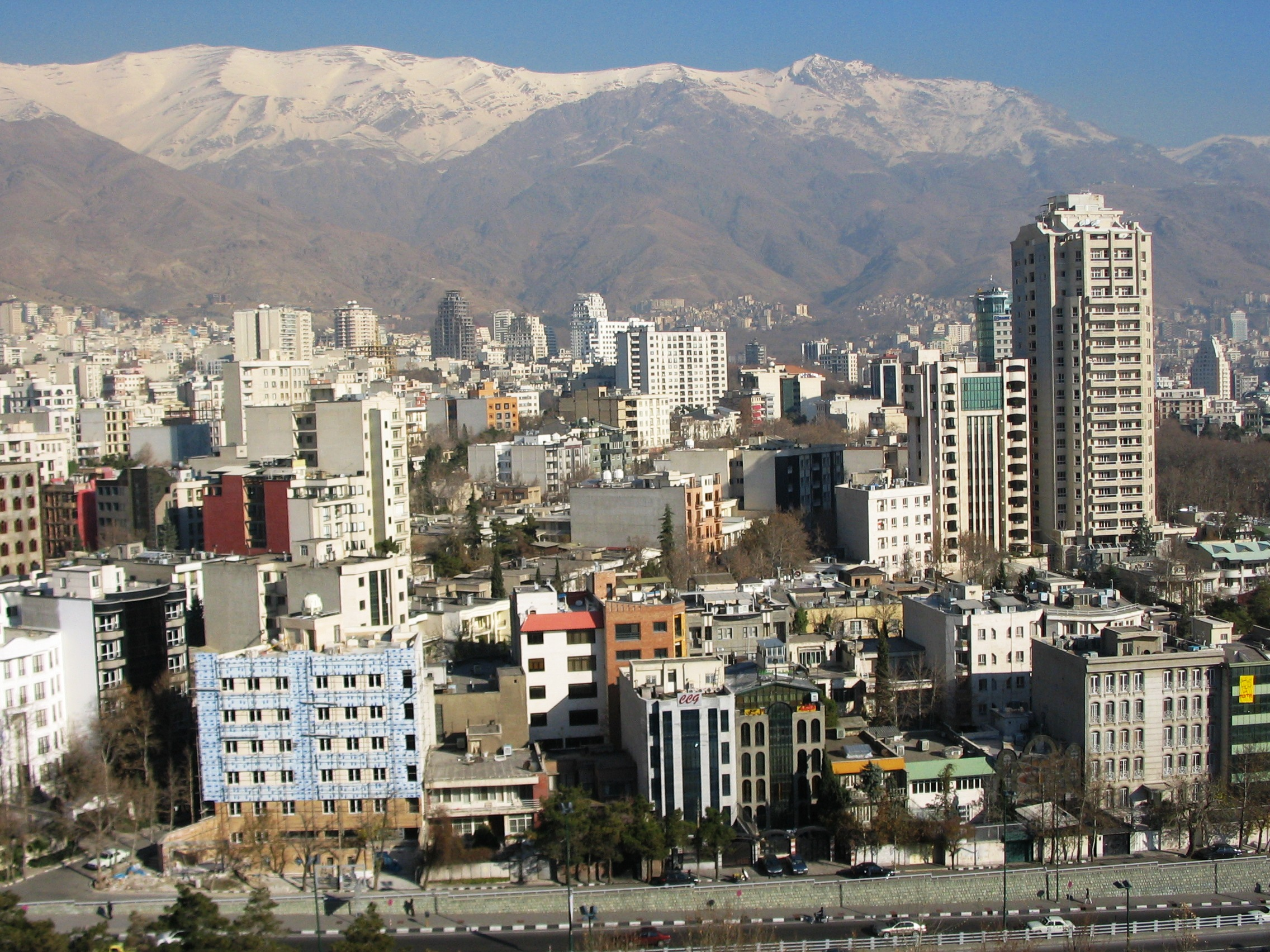
德黑蘭是國家交通及通訊中樞。

伊朗在大部份城鎮以及主要城主已有舖設完善的道路。2007年國家擁有178,152 公里的道路，當中66%為已舖設好。每1000人當中就有100卡列車。 路軌的總長度達11,106公里。
伊朗的重要港口是位於霍爾木茲海峽阿巴斯港。抵達伊朗後，進口貨品會經火車及貨車前往德黑蘭。來往德黑蘭及阿巴斯的鐵路在1995年通車。其他主要港口包括位於裏海Bandar Anzali、Bandar Torkaman以及位於波斯灣的霍拉姆沙赫尔及霍梅尼港。多個大城市提供客運及貨運航班，伊朗航空在國營航空公司尊辦國內及國際航班。大型城市都用巴士接載市民，此外亦有私營公司提供接載。在德罵蘭等大城市已經設置了地鐵集體運輸。超過100萬人從事運輸業，佔國民生產總值9%。

## 對外貿易與經濟

### 國際制裁
自1979年伊朗革命起，美國就與伊朗斷交、終止一切經濟往來、禁止伊朗石油進口和凍結約11億美元的資產。 1996年，美國政府通過伊朗和利比亞制裁法案，限制了美國（和非美國公司）的投資和貿易金額，不得超過二千萬美元。。但自2000年起，一些項目如藥制和醫療器材可獲得豁免。
2006年，西方猜疑伊朗在伊朗核計劃的軍事用意，使之成為伊朗和西方的爭端。這使聯合國安全理事會向伊朗實施制裁，範圍包括與核計劃有關的公司，導致伊朗與世界的經濟更為隔離。 制裁令特別禁止向伊朗出口核能、飛彈、其他軍用物質，及針對對伊朗石油業、成品油出口和伊期蘭衞隊、銀行、保險、金融交易和船運的投資。 估計全國三分之一的入口貨物和出口均透過黑市、地下經濟和非法碼頭進行。

### 一般參考
文章
- Nouraei, Jahanbakhsh. . 2016-10-24  [2016-10-24]. （原始内容存档于2017-10-09）.- Nourlaw.com
- Hossein-Zadeh, Ismael. . Global Research. 2016-08-20  [2016-08-21]. （原始内容存档于2020-10-24）.
- Hossein-Zadeh, Ismael. . Global Research. 2016-03-26  [2016-06-07]. （原始内容存档于2020-11-08）.
- Khajehpour, Bijan. . Atieh Group (Al-Monitor). 2015-07-17  [2015-07-27]. （原始内容存档于2016-08-11）.
- Khajehpour, Bijan. . Atieh Group (Al-Monitor). 2015-04-10  [2015-04-12]. （原始内容存档于2021-01-26）.
- . Hooshang Amirahmadi (Payvand.com). 2015-02-16  [2015-02-21]. （原始内容存档于2016-08-21）.
- Khajehpour, Bijan. . Atieh Group (Al-Monitor). 2015-01-08  [2015-02-02]. （原始内容存档于2020-11-08）.
- Khan, Jeremy. . Bloomberg News. 2014-08-17  [2014-08-20]. （原始内容存档于2015-01-11）.
- Stecklow, Steve; Dehghanpisheh, Babak; Torbati, Yeganeh. . Reuters. 2013-11-11  [2013-10-07]. （原始内容存档于2021-02-06）.
- . The Economist. 2011-06-23  [2012-04-07]. （原始内容存档于2011-09-07）.
- Behdad, Sohrab. . Payvand.com. 2010-10-25  [2010-10-25]. （原始内容存档于2021-02-11）.
- Askari, Hossein. . Asia Times Online. 2008-08-26  [2010-10-18]. （原始内容存档于2012-01-18）.
- . Global Investment House. 2008-06-22  [2010-10-18]. （原始内容存档于2012-11-15）.
- Higgins, Andrew. . Wall Street Journal. 2007-06-02  [2014-07-23]. （原始内容存档于2016-03-14）.
- . The Economist. 2004-10-09  [2017-07-23]. （原始内容存档于2020-12-17）.
- Klebnikov, Paul. . Forbes. 2003-07-21  [2008-03-16]. （原始内容存档于2017-08-19）.

書籍
- Suzanne, Maloney. . New York, USA: Cambridge University Press. -06-2015  [2017-06-30]. ISBN 978-0-521-73814-9. （原始内容存档于2020-10-17）.
- Amuzegar, Jahangir. . New York, USA: Routledge. 2014-10  [2017-06-30]. ISBN 978-1-85743-748-5. （原始内容存档于2020-09-12）.
- Parvin, Alizadeh; Hakimian, Hassan. . London, U.K.: Routledge. 2013-10. ISBN 978-1-315-86720-5.
- Ayse, Valentine; Nash, Jason John; Leland, Rice. . London, U.K.: The Business Year. 2013-01  [2017-06-30]. ISBN 978-1-908180-11-7. （原始内容存档于2015-03-27）.
- Nash, Jason John; Sasmaz, Aytng. . London, U.K.: The Business Year. 2011-01  [2017-06-30]. ISBN 978-1-908180-00-1. （原始内容存档于2014-04-17）.
- Gheissari, Ali. . New York, USA: Oxford University Press. 2009-04. ISBN 978-0-19-537849-8.
- Wehrey, Frederic.  (PDF). Santa Monica, California, USA: RAND Corporation. 2009  [2017-06-30]. ISBN 978-0-8330-4620-8. （原始内容存档于2010-06-15）.
- Curtis, Glenn; Hooglund, Eric.  (PDF). Washington, D.C., USA: Library of Congress. 2008-04  [2011-02-01]. ISBN 978-0-8444-1187-3. （原始内容存档 (PDF)于2015-06-22）.
- Jbili, A.; Kramarenko, V.; Bailén, J. M.  (PDF). International Monetary Fund. 2007-03  [2017-06-30]. ISBN 978-1-58906-441-6. （原始内容存档 (PDF)于2016-03-03）.
- Mohammadi, Ali. . London, U.K.: Routledge. 2003-04. ISBN 978-0-415-30827-4.
- Parvin, Alizadeh; Hakimian, Hassan. . London, U.K.: I. B. Tauris. 2001-03. ISBN 978-1-86064-464-1.
- Homa, Katouzian. . London, U.K.: Macmillan Publishers. 1981  [2017-06-30]. ISBN 978-1-349-04778-9. （原始内容存档于2020-09-02）.

政府出版物
- (PDF). Central Bank of Iran. 2015-02  [2017-06-30]. （原始内容存档于2019-05-02）.
- (PDF). Central Bank of Iran. 2014-07  [2017-06-30]. （原始内容存档于2014-08-08）.
- . Organization for Investment Economic and Technical Assistance of Iran (Ministry of Economic Affairs and Finance (Iran)). 2014-01  [2017-06-30]. （原始内容存档于2014-09-07）.
- Katzman, Kenneth.  (PDF). U.S. Congressional Research Service. 2014-01  [2017-06-30]. （原始内容存档 (PDF)于2015-04-04）.
- (PDF). Ministry of Commerce (Iran). 2009-11. （原始内容存档 (PDF)于2011-07-13）.
- Ilias, Shayerah.  (PDF). U.S. Congressional Research Service. 2008-06  [2017-06-30]. （原始内容存档 (PDF)于2017-06-27）.
- Austrade. . 2006. （原始内容存档于2006-05-25）.
- Ministry of Commerce (Iran).  (PDF). 2004. （原始内容 (PDF)存档于2006-04-27）.
- Management and Planning Organization of Iran.  (PDF). United Nations. 2004. （原始内容 (PDF)存档于2007-11-28）.

報章
- (PDF). United Nations Conference on Trade and Development. 2016  [2016-10-07]. （原始内容 (PDF)存档于2016-12-20）.
- . International Monetary Fund. 2016-10-03  [2016-10-12]. （原始内容存档于2018-04-18）.
- (PDF). Iran Entrepreneurship Association. 2014  [2017-06-30]. （原始内容存档 (PDF)于2015-09-13）.
- IMF Staff Report.  (PDF). International Monetary Fund. 2014-04  [2017-06-30]. （原始内容存档 (PDF)于2020-12-18）.
- . Atieh Bahar Consulting. 2014-02  [2017-06-30]. （原始内容存档于2014-03-17）.
- (PDF). International Monetary Fund. 2011-04  [2017-06-30]. （原始内容存档 (PDF)于2016-03-04）.
- (PDF). International Monetary Fund.   [2011-02-01]. （原始内容存档 (PDF)于2012-10-17）.
- Salehi-Isfahani, Djavad.  (PDF). The Dubai Initiative. 2010-09  [2017-06-30]. （原始内容存档 (PDF)于2014-12-24）.
- IMF Staff Report.  (PDF). International Monetary Fund. 2010-03  [2011-02-01]. （原始内容存档 (PDF)于2011-12-21）.
- (PDF). World Bank. 2010-01  [2011-02-01]. （原始内容存档 (PDF)于2017-03-23）.
- (PDF). (US) National Foreign Trade Council. 2008  [2011-02-01]. （原始内容存档 (PDF)于2017-08-10）.
- (PDF). Goldman Sachs. 2007-03. （原始内容 (PDF)存档于2010-03-31）.
- (PDF). United Nations Conference on Trade and Development. -02-2005  [2017-06-30]. （原始内容存档 (PDF)于2019-07-04）.
- (PDF). United Nations Industrial Development Organization. 2003  [2011-02-01]. （原始内容存档 (PDF)于2013-09-03）.
- Nichols, Brian; Sahay, Sundeep.  (PDF). University of Manchester (Institute for Development Policy and Management). 2003  [2017-06-30]. （原始内容存档 (PDF)于2016-03-04）.
- . World Bank. 1994-06. （原始内容 (PDF)存档于2008-07-23）.

影音
- Iran Today.  (Webcast). Tehran, Iran: PressTV. 2016-08  [2017-06-30]. （原始内容存档于2020-08-05）.
- Iran Today.  (Webcast). Tehran, Iran: PressTV. 2015-08  [2017-06-30]. （原始内容存档于2020-12-17）.
- Iran Today.  (Webcast). Tehran, Iran: PressTV. 2014-08  [2017-06-30]. （原始内容存档于2014-09-01）.
- Iran Today.  (Webcast). Tehran, Iran: PressTV. 2014-08  [2017-06-30]. （原始内容存档于2014-08-21）.
- Iran Today.  (Webcast). Tehran, Iran: PressTV. 2014-03  [2017-06-30]. （原始内容存档于2016-03-04）.
- Iran Today.  (Webcast). Tehran, Iran: PressTV. 2013-10  [2017-06-30]. （原始内容存档于2013-12-14）.
- Iran Today.  (Webcast). Tehran, Iran: PressTV. -2012-07  [2017-06-30]. （原始内容存档于2012-08-05）.
- Iran Today.  (Webcast). Tehran, Iran: PressTV. 2012-03  [2017-06-30]. （原始内容存档于2012-06-03）.
- Iran Today.  (Webcast). Tehran, Iran: PressTV. 2012-03  [2017-06-30]. （原始内容存档于2012-05-05）.
- Iran Today.  (Webcast). Tehran, Iran: PressTV. 2012-04  [2017-06-30]. （原始内容存档于2012-04-07）.
- Iran Today.  (Webcast). Tehran, Iran: PressTV. 2011-10  [2017-06-30]. （原始内容存档于2012-01-04）.
- Iran Today.  (Webcast). Tehran, Iran: PressTV. 2011-08  [2017-06-30]. （原始内容存档于2011-08-22）.
- Iran Today.  (Webcast). Tehran, Iran: PressTV. 2011-04  [2017-06-30]. （原始内容存档于2011-10-09）.
- Iran Today.  (Webcast). Tehran, Iran: PressTV. 2011-03  [2017-06-30]. （原始内容存档于2011-07-23）.
- Iran Today.  (Webcast). Tehran, Iran: PressTV. 2010-10  [2011-02-01]. （原始内容存档于2011-01-19）.
- Iran Today.  (Webcast). Tehran, Iran: PressTV. -2010-11  [2011-02-01]. （原始内容存档于2011-01-19）.
- Karim Sadjadpour.  (YouTube video). Washington D.C., USA: Carnegie Endowment for International Peace. 2010-04  [2017-06-30]. （原始内容存档于2020-08-31）.
- (YouTube video). Davos, Switzerland: World Economic Forum. 2007-01  [2017-06-30]. （原始内容存档于2020-09-17）.

## 外部連結
Publications and statistics
- The World Factbook: Iran's entry（页面存档备份，存于） – United States Central Intelligence Agency
- The Economist: Iran （页面存档备份，存于） – Forecast, factsheet, economic data & structure (Login required for Economist Intelligence Unit reports)
- （英文） Statistical Center of Iran – Database & index of publications
- World Bank Statistics （页面存档备份，存于） –  Social and economic indicators for Iran
- Global Investment in Iran – American Enterprise Institute (List of major international companies investing in Iran broken down by their nationality, sector of activity and amount invested)
- （英文） Turquoise Partners（页面存档备份，存于） – "Iran Investment Monthly" (Reports on the Tehran Stock Exchange and Iran's economy)

Government websites
- （英文） Central Bank of Iran （页面存档备份，存于） (Including detailed statistics about Iran's economy and sectors)
- （英文） Trade Promotion Organization of Iran – Many useful information about trade, FDI, economic reports, customs, laws, statistics, links and opportunities for investors in Iran (Affiliated to Iran's Ministry of Commerce)
- US Department of Energy: Iran's entry – Oil, gas, electricity, data, profile, analysis, weblinks/resources
- Australian Government – Doing Business in Iran and Iran Profile （页面存档备份，存于） – Many practical information and sector specific reports, with useful websites and resources (Login required for sector reports)
- （英文） High Council of Iran Free Trade-Industrial Zone – Official site with information on Iran's Free Trade Zones

General
- Iran in Maps（页面存档备份，存于） – BBC (Population, land, infrastructure)
- Pars Times – Iran Business Resources （页面存档备份，存于） – Comprehensive list of resources on the Internet relating to Iran and its economy
- 中的“Iran Economic Development”
- 维基导游上有關Iran的旅行指南 – Business etiquette and tourism information on Iran